# Manuela (pel·lícula)
Manuela és una pel·lícula dramàtica espanyola del 1976 dirigida per Gonzalo García Pelayo amb un argument basat lliurement en la novel·la homònima de Manuel Halcón. Tant el llibre com la pel·lícula són icones pop andaluses de la dècada del 1960 i 1970.

## Sinopsi
Està ambientada a l'Andalusia dels anys 1970. Manuela és la filla d'un caçador furtiu assassinat pel terratinent local, viu amb la seva mare i ven melons al costat de la carretera de Sevilla. La seva bellesa natural i la seva sensualitat encenen passions que desencadenen tota classe de conflictes. Es casa amb el criat de Don Ramón, el ric de la zona. L'escena del començament on balla sobre la tomba del seu pare assassinat pel terratinent és considerada una al·legoria del final del franquisme i del començament de la transició.
- Charo López	...	Manuela
- Fernando Rey	...	Don Ramón
- Máximo Valverde	...	Antonio
- Carmen Platero	...	Purita
- Mario Pardo	...	Antoñillo
- Fernando Sánchez Polack	...	El Moreno

## Producció
Té una bona banda sonora composta per Lole y Manuel. Va ser la primera producció andalusa, realitzada en plena transició, on el món rural andalús és el protagonista intentant defugir els tòpics folkloristes fomentats pel franquisme. Està rodada a Carmona, Lebrija i Sevilla.